# Phumosia costata
Phumosia costata är en tvåvingeart som beskrevs av Malloch 1926. Phumosia costata ingår i släktet Phumosia och familjen spyflugor. Inga underarter finns listade i Catalogue of Life.